# Lillianes
Lillianes là một đô thị tại vùng tự trị thung lũng Aosta phía bắc Ý. Đô thị này có diện tích 18 km², dân số 473 người..
Đô thị này có làng trực thuộc: Chessun, Chessun Vieux, Chichal, Prà, Rouby, Fey, They, Court, Foby, Tournoun, Suc, Lazé, Bonnesheures, Barmetta, Barbià, Salé, Las, Toux, Coeurtes, Fangeas, Verigo, Mattet, Costey, ParteJoux, Grange, Choulere, Moler, Tetoun, Sassa, Moliné, Pines, Senecha, Russy, Vallomy, Montcervier, Rive, Piatta, Perapiana, Traversagn, Duzeré, Mirioux, Verfey, Riasseu, Berlechuz, Couleura.
Đô thị này giáp các đô thị sau: Carema (TO), Fontainemore, Graglia (BI), Issime, Perloz, Pollone (BI), Settimo Vittone (TO), Sordevolo (BI).

## Biến động dân số
| Allein • Antey-Saint-André • Aoste • Arnad • Arvier • Avise • Ayas • Aymavilles • Bard • Bionaz • Brissogne • Brusson • Challand-Saint-Anselme • Challand-Saint-Victor • Chambave • Chamois • Champdepraz • Champorcher • Charvensod • Châtilon • Cogne • Courmayeur • Donnas • Doues • Emarèse • Etroubles • Fontainemore • Fénis • Gaby • Gignod • Gressan • Gressoney-La-Trinité • Gressoney-Saint-Jean • Hône • Introd • Issime • Issogne • Jovençan • La Magdeleine • La Salle • La Thuile • Lillianes • Montjovet • Morgex • Nus • Ollomont • Oyace • Perloz • Pollein • Pont-Saint-Martin • Pontboset • Pontey • Pré-Saint-Didier • Quart • Rhêmes-Notre-Dame • Rhêmes-Saint-Georges • Roisan • Saint-Christophe • Saint-Denis • Saint-Marcel • Saint-Nicolas • Saint-Oyen • Saint-Pierre • Saint-Rhémy-en-Bosses • Saint-Vincent • Sarre • Torgnon • Valgrisenche • Valpelline • Valsavarenche • Valtournenche • Verrayes • Verres • Villeneuve |